# Остро-Каменский сельсовет
Остро-Каменский сельсовет — сельское поселение в Лев-Толстовском районе Липецкой области Российской Федерации.
Административный центр — село Золотуха.

## История
Статус и границы сельского поселения установлены Законом Липецкой области от 23 сентября 2004 года № 126-ОЗ «Об установлении границ муниципальных образований Липецкой области»

## Население
| 2010  | 2012  | 2013  | 2014  | 2015  | 2016  | 2017  |
| ----- | ----- | ----- | ----- | ----- | ----- | ----- |
| 1247  | ↗1253 | ↘1235 | ↘1229 | ↘1226 | ↘1216 | ↗1248 |
| 2018  | 2021  |       |       |       |       |       |
| ↘1220 | ↘1091 |       |       |       |       |       |

## Состав сельского поселения
| № | Населённый пункт | Тип населённого пункта       | Население |
| - | ---------------- | ---------------------------- | --------- |
| 1 | Золотуха         | село, административный центр | ↗750      |
| 2 | Котовка          | деревня                      | ↘132      |
| 3 | Круглое          | село                         | ↘175      |
| 4 | Острый Камень    | село                         | ↗190      |